# Raveo
Raveo (friuli nyelven Raviei) település Olaszországban, Friuli-Venezia Giulia régióban, Udine megyében. Lakosainak száma 445 fő (2023. január 1.). Raveo Enemonzo, Ovaro, Socchieve, Lauco és Villa Santina községekkel határos.

## Népesség
A település népességének változása:
| Lakosok száma | 448  | 446  | 445  |
|               | 2017 | 2018 | 2023 |